# Yaroslav Likhachev
Yaroslav Likhachev (russisch Ярослав Лихачев, * 1991 in Nowokusnezk) ist ein russischer Musiker (Tenorsaxophon, Komposition).

## Leben und Wirken
Likhachev begann mit sechs Jahren seine Musikausbildung mit klassischem Klavierunterricht. Nach einem Konzertbesuch bei Benny Golson startete er im Alter von 15 Jahren mit dem Saxophonspiel im Jazzclub Helicon in Nowokusnezk. Nach dem Abitur studierte er von 2008 bis 2012 Jazz-Saxophon am Konservatorium in Nowosibirsk und nahm an verschiedenen internationalen Musikwettbewerben und Jazzfestivals teil. 2012 zog er nach Köln, wo er an der Hochschule für Musik und Tanz Köln bei Wolfgang Engstfeld und Frank Gratkowski den Bachelorstudiengang als Jazzsaxophonist absolvierte. Er besuchte auch Meisterkurse bei Mark Turner, Branford Marsalis, Scott Robinson und Rudresh Mahanthappa. Dann studierte er im Masterstudiengang an der Folkwang Universität der Künste bei Matthias Nadolny und Robert Landfermann.
Sein Yaroslav Likhachev Quartet (mit Yannis Anft, Conrad Noll und Moritz Baranczyk) existiert seit 2016; dessen Album Crumbling, das JazzHausMusik 2020 veröffentlichte, stellt Eigenkompositionen des Bandleaders vor und wurde zuerst auf dem Moers Festival 2019 präsentiert. Mit dem Quintett von Daniel Tamayo spielte er die Alben Unjustified Paranoia (2021) und Por la fuerza del hábito (2024) ein. Weiterhin nahm er mit der Grunge-Jazz-Band Ausfahrt um Christina Zurhausen das Album The End of the World auf.

## Preise und Auszeichnungen
2018 gewann Likhachev mit seinem Quartett das Stipendium der Carl-Dörken-Stiftung. 2019 wurde er als bester Instrumentalist beim Tremplin Jazz d’Avignon (Prix du Meilleur Instrumentiste) und mit dem Solistenpreis (Nagroda Indywidualna) beim polnischen Krokus Jazz Festiwal ausgezeichnet. 2020 war er mit seinem Quartett Finalist beim Neuen Deutschen Jazzpreis.